# 聖安高地 (科羅拉多州)
聖安高地（英語：St. Ann Highlands）是位於美國科羅拉多州圓石縣的一個人口普查指定地區。

## 地理
聖安高地的座標為39°59′17″N 105°27′21″W / 39.98806°N 105.45583°W，而該地最高點為海拔高度1950米（即6400英尺）。

## 人口
根據2010年美國人口普查的數據，聖安高地的面積為3.5平方千米，均為陸地。當地共有人口288人，而人口密度為每平方千米82人。